# Abraham Nava
Abraham Nava Valay (né le 23 janvier 1964 à Mexico au Mexique) est un joueur de football international mexicain, qui évoluait au poste de défenseur.

## Biographie

### Carrière en sélection
Avec l'équipe du Mexique, il joue 9 matchs (pour aucun but inscrit) entre 1991 et 1993. 
Il figure dans le groupe des sélectionnés lors de la Gold Cup de 1993 remportée par son équipe. Il participe également à la Copa América de 1993, où son équipe atteint la finale.
Il joue enfin la Coupe du monde des moins de 20 ans 1983 organisée dans son pays natal.

## Palmarès
| Pumas UNAM - Championnat du Mexique (1) : - Champion : 1990-91. - Coupe des champions (1) : - Vainqueur : 1989. - Copa Interamericana : - Finaliste : 1990. |  | Mexique - Gold Cup (1) : - Vainqueur : 1993. - Copa América : - Finaliste : 1993. |